# .et
‎.et‏ دامنه اینترنتی اختصاص داده شده به اتیوپی است.